# Église Saint-Pierre-Saint-Paul de La Nouaille
Pour les articles homonymes, voir Église Saint-Pierre-et-Saint-Paul.
L'église Saint-Pierre-Saint-Paul est une église catholique située à La Nouaille, en France.

## Localisation
L'église est située dans le département français de la Creuse, sur la commune de La Nouaille.

## Historique
Un acte du cartulaire de la cathédrale de Limoges de 1105 cité l'église de La Nouaille (« acclesia de Noala »). Un autre acte de 1125 du cartulaire de la cathédrale indique que l'église de La Nouaille, avec villa et dîmes - acclesiam de Noala et villam  et decimas ejusdem acclesie - avait été donné par une dame Chambon.
L'église de La Nouaille est dédiée à saint Pierre et dépendait de l'archiprêtré d'Aubusson.
Les trois premières travées occidentales datent du XIIe siècle, larges de 5,50 m, voûtées en berceau surbaissé. Les 4e et 5e travées datent du XVe siècle et sont larges de 6 m. La façade est refaite au XVIIe siècle.
Le clocher est séparé de la nef de l'église. Il a probablement été construit au XVIIe siècle.

## Protection
L'édifice est classé au titre des monuments historiques en 1923.

## Mobilier
Le mobilier de l'église est répertorié dans la base Palissy.

## Galerie d'images

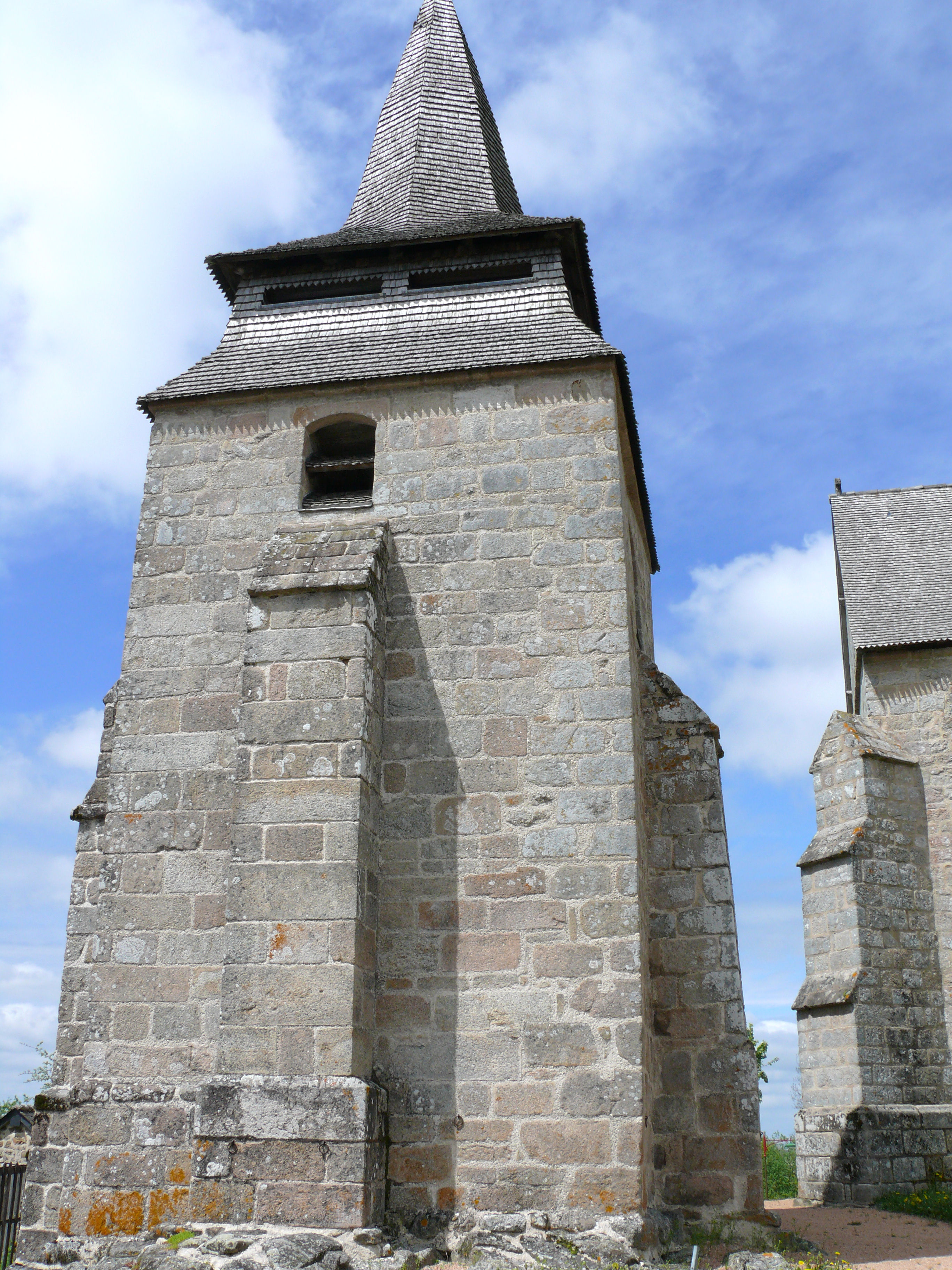
Le clocher séparé de la nef de l'église.